# 華孚科技
華孚科技（Waffer Technology Corp.）創辦人為呂盛興，是台灣鎂合金產品的生產商之一，產品線包含手機外殼、汽車零組件、筆記型電腦等，前身為華孚工業社，成立於1940年，1990年更名為華孚科技股份有限公司，現為台灣證券交易所的上市公司（代號6235）。

## 外部連結
- 華孚科技 （页面存档备份，存于）